# Cactus (gruppo musicale)
I Cactus sono un gruppo musicale hard rock statunitense formato nel 1969. Il gruppo si è sciolto nel 1972 per poi ricostituirsi nel 2005.

## Storia
L'idea di formare un supergruppo nacque nel 1969 dopo lo scioglimento dei Vanilla Fudge a partire dai musicisti Tim Bogert e Carmine Appice, con l'intenzione di aggregare anche Jeff Beck e Rod Stewart. Ma dopo l'incidente automobilistico di Jeff Beck che lo costrinse fuori dalla scena musicale per oltre un anno e la decisione di Stewart di riunirsi ai Faces, i due strumentisti originari chiamarono Jim McCarty e il cantante Rusty Day dando vita ai Cactus.
Con questa line-up il gruppo ha prodotto tre dischi (Cactus, One Way...Or Another e Restrictions) prima di sciogliersi nel 1972. Il quarto disco è uscito con una formazione diversa. Nel 2006, dopo la reunion del complesso, è uscito l'album Cactus V.

## Formazione
Attuale
- Carmine Appice
- Jim McCarty
- Jimmy Kunes
- Randy Pratt
- Pete Bremy

Ex membri principali
- Tim Bogert
- Rusty Day
- Mike Pinera
- Charlie Souza
- Roland Robinson

## Discografia
Album in studio
- 1970 - Cactus
- 1971 - One Way... or Another
- 1971 - Restrictions
- 1972 - 'Ot 'n' Sweaty
- 2006 - Cactus V
- 2016 - Black Dawn